# العلاقات السلوفاكية الكورية الشمالية
العلاقات السلوفاكية الكورية الشمالية هي العلاقات الثنائية التي تجمع بين سلوفاكيا وكوريا الشمالية.

## مقارنة بين البلدين
هذه مقارنة عامة ومرجعية للدولتين:
| وجه المقارنة                                              | سلوفاكيا                                                       | كوريا الشمالية                        |
| --------------------------------------------------------- | -------------------------------------------------------------- | ------------------------------------- |
| المساحة (كم2)                                             | 49.03 ألف                                                      | 120.54 ألف                            |
| عدد السكان (نسمة)                                         | 5.44 مليون                                                     | 25.49 مليون                           |
| الكثافة السكانية (ن./كم²)                                 | 110.95                                                         | 211.47                                |
| العاصمة                                                   | براتيسلافا                                                     | بيونغيانغ                             |
| اللغة الرسمية                                             | اللغة السلوفاكية                                               | لغة كوريا الشمالية القياسية ‏          |
| العملة                                                    | كرونة سلوفاكية، يورو                                           | وون كوري شمالي                        |
| الناتج المحلي الإجمالي (بليون دولار)                      | 95.77 مليار                                                    |                                       |
| الناتج المحلي الإجمالي (تعادل القوة الشرائية) بليون دولار | 162.34 مليار                                                   |                                       |
| الناتج المحلي الإجمالي الاسمي للفرد دولار أمريكي          | 16.09 ألف                                                      |                                       |
| الناتج المحلي الإجمالي للفرد دولار أمريكي                 | 30.46 ألف                                                      |                                       |
| مؤشر التنمية البشرية                                      | 0.844                                                          |                                       |
| رمز المكالمات الدولي                                      | +421                                                           | +850                                  |
| رمز الإنترنت                                              | .sk                                                            | .kp                                   |
| المنطقة الزمنية                                           | توقيت وسط أوروبا، ت ع م+01:00، ت ع م+02:00، أوروبا/براتيسلافا ‏ | ت ع م+08:30، ت ع م+08:30، ت ع م+09:00 |

## منظمات دولية مشتركة
يشترك البلدان في عضوية مجموعة من المنظمات الدولية، منها:
| علم المنظمة | اسم المنظمة              | تاريخ انضمام سلوفاكيا | تاريخ انضمام كوريا الشمالية |
| ----------- | ------------------------ | --------------------- | --------------------------- |
|             | يونسكو                   | 9 فبراير 1993         | 18 أكتوبر 1974              |
|             | الاتحاد البريدي العالمي  | ?                     | ?                           |
|             | الأمم المتحدة            | 19 يناير 1993         | 17 سبتمبر 1991              |
|             | الاتحاد الدولي للاتصالات | 23 فبراير 1993        | ?                           |

## وصلات خارجية
- موقع وزارة الخارجية السلوفاكية
- موقع وزارة الخارجية الكورية الشمالية